# Gebrüder Gerlach

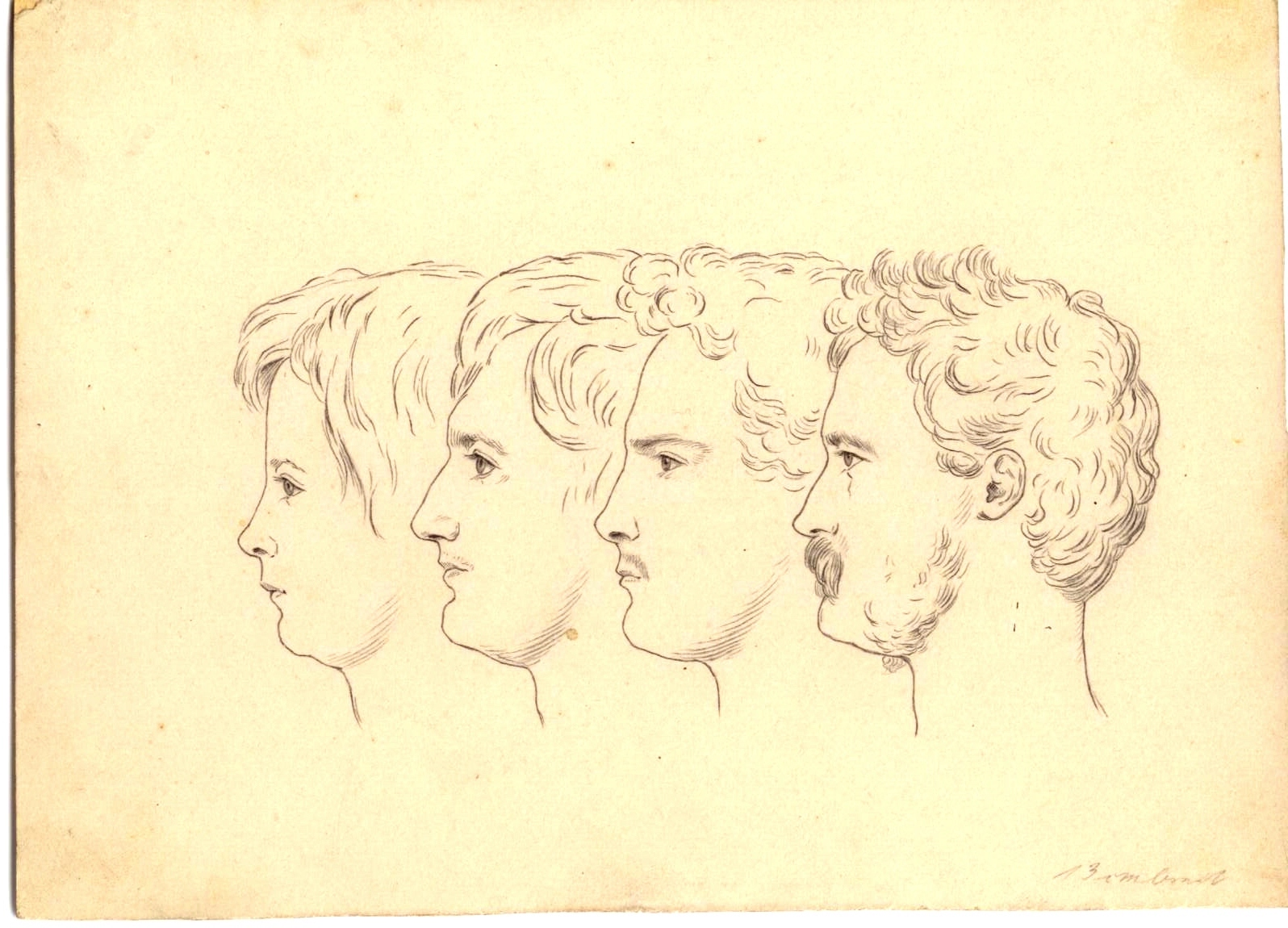
Friedrich Meier: Die 4 Brüder von Gerlach, vor 1815. V. l. n. r.: Otto, Ernst Ludwig, Leopold und Wilhelm von Gerlach (Gerlach-Archiv)

Unter den Gebrüdern oder Brüdern (von) Gerlach werden in der geschichtswissenschaftlichen Literatur die im Preußen um die Mitte des 19. Jahrhunderts häufig gemeinsam auftretenden zwei bzw. drei Söhne Carl Friedrich Leopold von Gerlachs (1757–1813) zusammengefasst:
- Ernst Ludwig von Gerlach (1795–1877)
- Leopold von Gerlach (1790–1861)
- Wilhelm von Gerlach (1789–1834)

Seltener dürfte auch der jüngste der Brüder, Otto von Gerlach (1801–1849), unter diesem Begriff gemeint werden. Die Gerlach-Brüder traten in ihrer Jugend- und Studentenzeit häufig gemeinsam in Erscheinung, etwa in der Deutschen Tischgesellschaft, und pflegten zahlreiche gemeinsame Bekanntschaften zu Künstlern und Gelehrten ihrer Zeit, etwa zu Friedrich Meier, den Brüdern Heinrich und Ferdinand Olivier oder Clemens Brentano.
In späteren Jahren bildeten insbesondere Leopold und Ernst Ludwig von Gerlach ein wichtiges Gespann in der im Entstehen begriffenen konservativen Partei Preußens und bei der Gründung der Kreuzzeitung, sie verkehrten gemeinsam und wechselweise mit Otto von Bismarck oder Friedrich Wilhelm IV., etwa als Teil der „Kamarilla“. Leopold von Gerlach ermöglichte dabei als Generaladjutant des Königs den Zugang zum Hof, während Ernst Ludwig als Publizist und konservativer Ideengeber tätig wurde.
Das Gerlach-Archiv an der Universität Erlangen-Nürnberg dokumentiert Leben und politisches Wirken der Gebrüder Gerlach.